# Gleirschspitze
Gleirschspitze är en bergstopp i Österrike.   Den ligger i distriktet Innsbruck Stadt och förbundslandet Tyrolen, i den västra delen av landet, 400 km väster om huvudstaden Wien. Toppen på Gleirschspitze är 2 317 meter över havet, eller 96 meter över den omgivande terrängen. Bredden vid basen är 0,63 km.
Terrängen runt Gleirschspitze är bergig åt nordväst, men åt sydost är den kuperad. Runt Gleirschspitze är det tätbefolkat, med 319 invånare per kvadratkilometer.. Närmaste större samhälle är Innsbruck, 5,9 km söder om Gleirschspitze. 
Runt Gleirschspitze är det i huvudsak tätbebyggt.